# Saeid Mohammadpourkarkaragh
Saeid Mohammadpourkarkaragh [em persa: سعید محمدپور کرکرق], (Ardabil, 3 de Março de 1993) é um halterofilista iraniano.
Ele foi medalhista de bronze no campeonato mundial realizado em Paris 2011, na categoria até 94 kg.
Nos Jogos Olímpicos de 2012, Mohammadpour ficou em quinto lugar (402 kg), na categoria até 94 kg. No entanto, com a desclassificação dos quatro primeiros colocados por doping em novembro de 2016, herdou a medalha de ouro nesse evento.

## Resultados
| Ano                              | Sede                             | Classe de peso                   | Marca (kg) / Pos.                | Marca (kg) / Pos.                | Marca (kg) / Pos.                |
| Ano                              | Sede                             | Classe de peso                   | Arranco                          | Arremesso                        | Total                            |
| Jogos Olímpicos de Verão de 2012 | Jogos Olímpicos de Verão de 2012 | Jogos Olímpicos de Verão de 2012 | Jogos Olímpicos de Verão de 2012 | Jogos Olímpicos de Verão de 2012 | Jogos Olímpicos de Verão de 2012 |
| -------------------------------- | -------------------------------- | -------------------------------- | -------------------------------- | -------------------------------- | -------------------------------- |
| 2012                             | Londres, Grã-Bretanha            | –94 kg                           | 183 / 2                          | 219 / 1                          | 402 /                            |
| Campeonato mundial               |                                  |                                  |                                  |                                  |                                  |
| 2011                             | Paris, França                    | –94 kg                           | 181 / 4                          | 221 /                            | 402 /                            |
| Campeonato Mundial Júnior        |                                  |                                  |                                  |                                  |                                  |
| 2010                             | Sófia, Bulgária                  | –94 kg                           | Sem marca                        | 187 / 7                          | Sem marca                        |
| 2011                             | Penang, Malásia                  | –94 kg                           | 175 /                            | 210 /                            | 385 /                            |
| 2012                             | Antigua, Guatemala               | –94 kg                           | 178 /                            | 215 /                            | 393 /                            |
| Campeonato Mundial Juvenil       |                                  |                                  |                                  |                                  |                                  |
| 2009                             | Chiang Mai, Tailândia            | –85 kg                           | 142 /                            | 174 /                            | 316 /                            |